# Peter Kogler

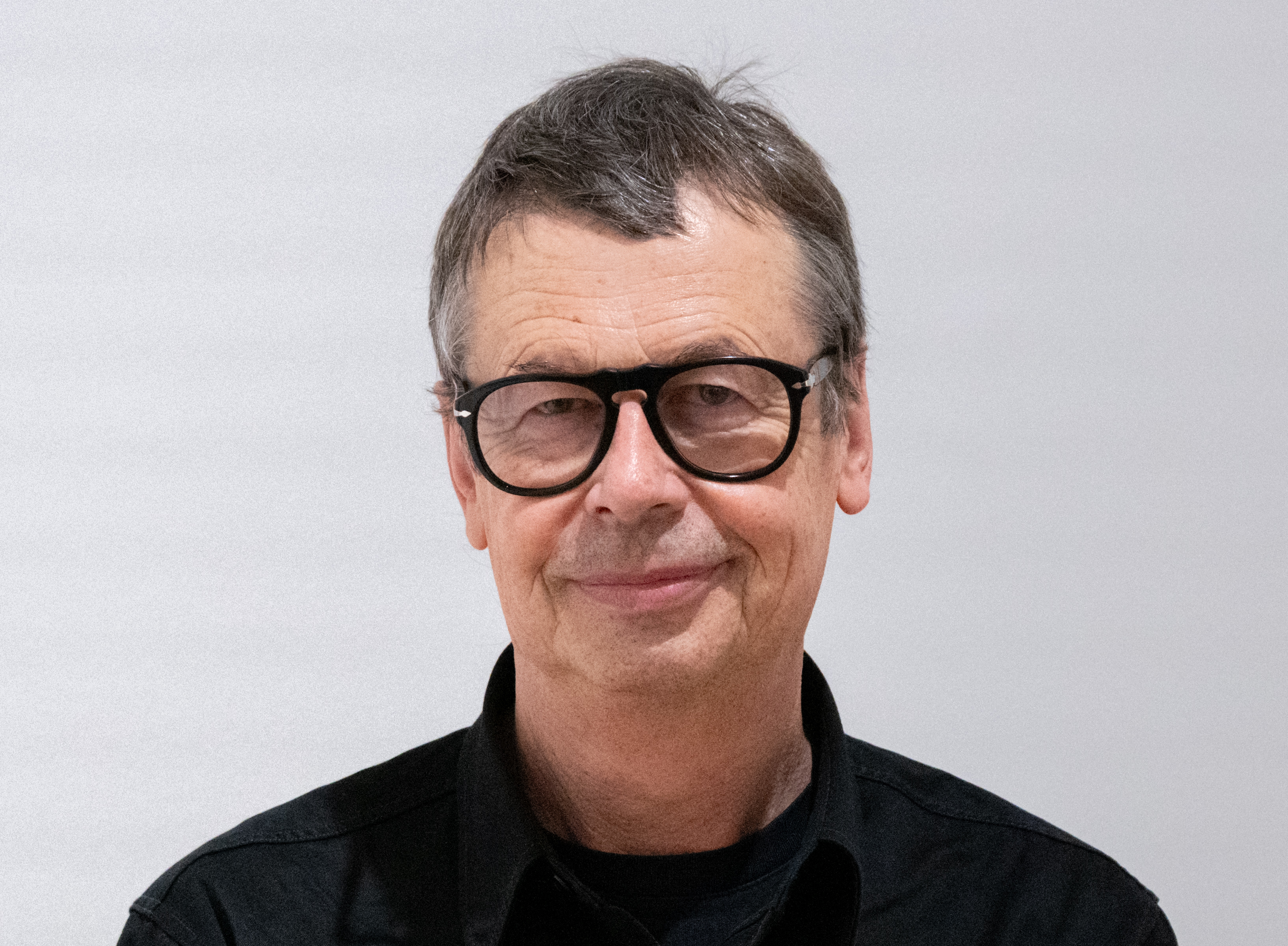
Peter Kogler (2025)

Peter Kogler (* 19. Juni 1959 in Innsbruck) ist ein österreichischer Medienkünstler.

## Akademischer Werdegang
Kogler studierte von 1974 bis 1978 an der Kunstgewerbeschule (heute HTL Bau + Kunst) in Innsbruck, dem sich von 1978 bis 1979 ein Studium an der Akademie der bildenden Künste Wien anschloss.
Von 1986 bis 1987 war Kogler als Vertretung von Thomas Bayrle an der Staatlichen Hochschule für Bildende Künste – Städelschule, Frankfurt am Main, tätig. 1993 wurde er Professor an der Akademie der bildenden Künste Wien und leitete ab 1997 die Klasse für Neue Medien. Seit 2008 hat er eine Professur für Grafik an der Akademie der Bildenden Künste München inne.

## Werk

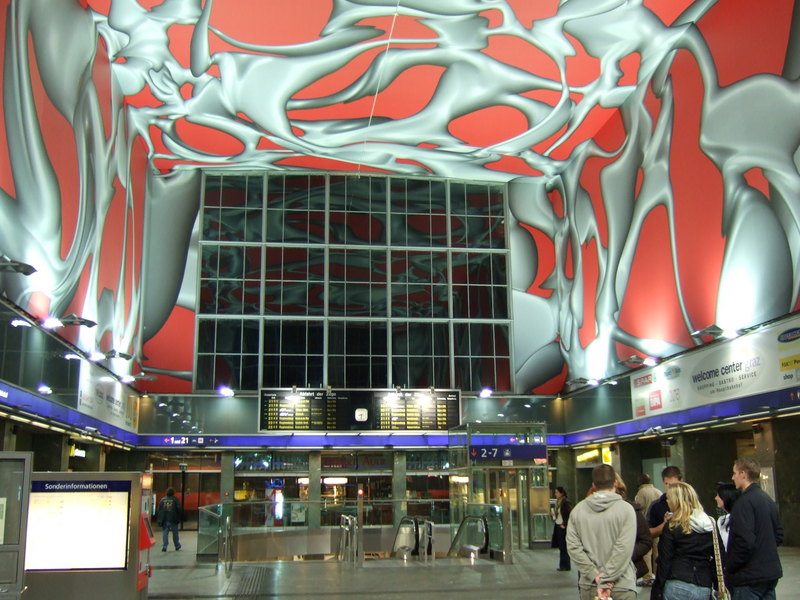
Halle des Grazer Hauptbahnhofs

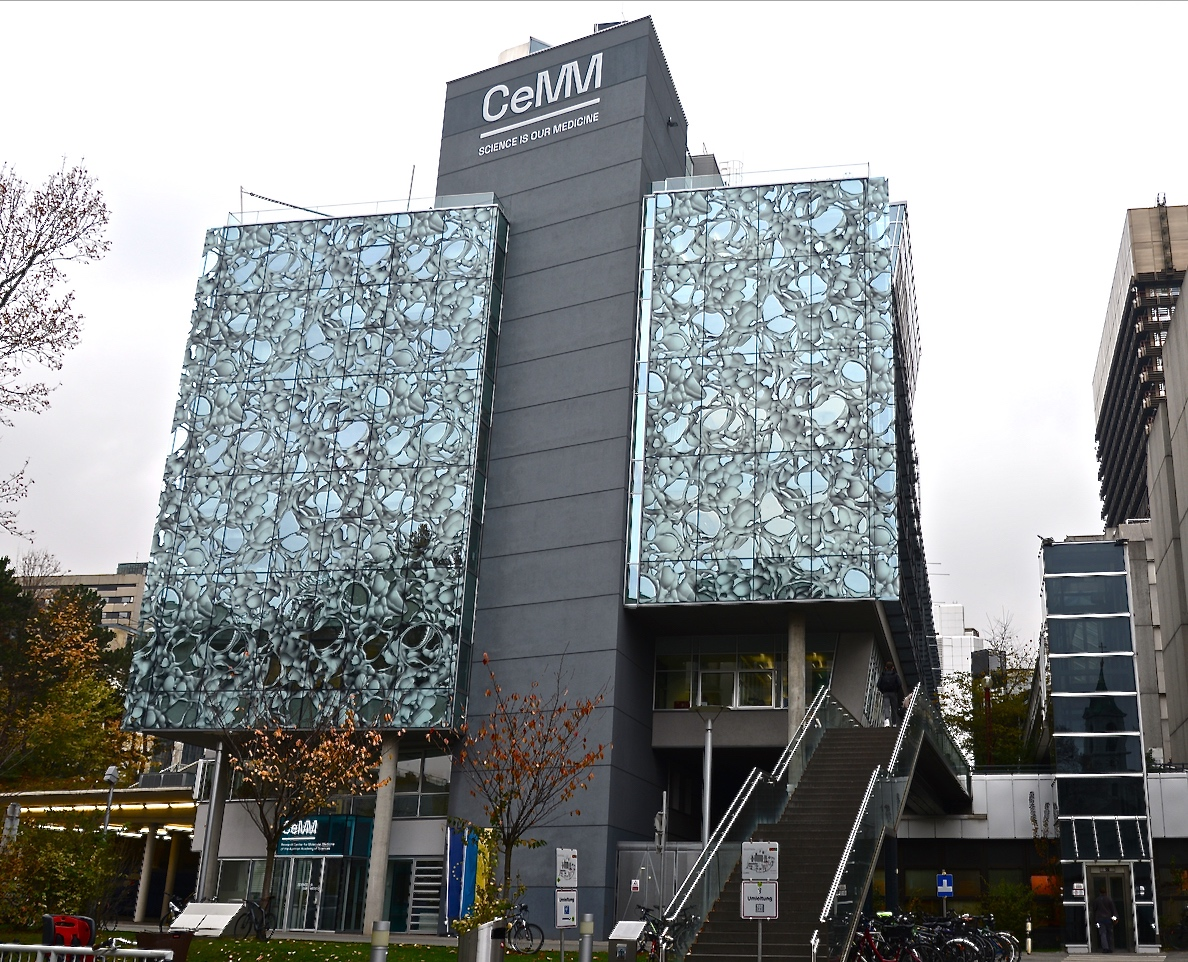
Künstlerisch gestaltete Fassade, Zentrum für Molekulare Medizin (CeMM), Wien

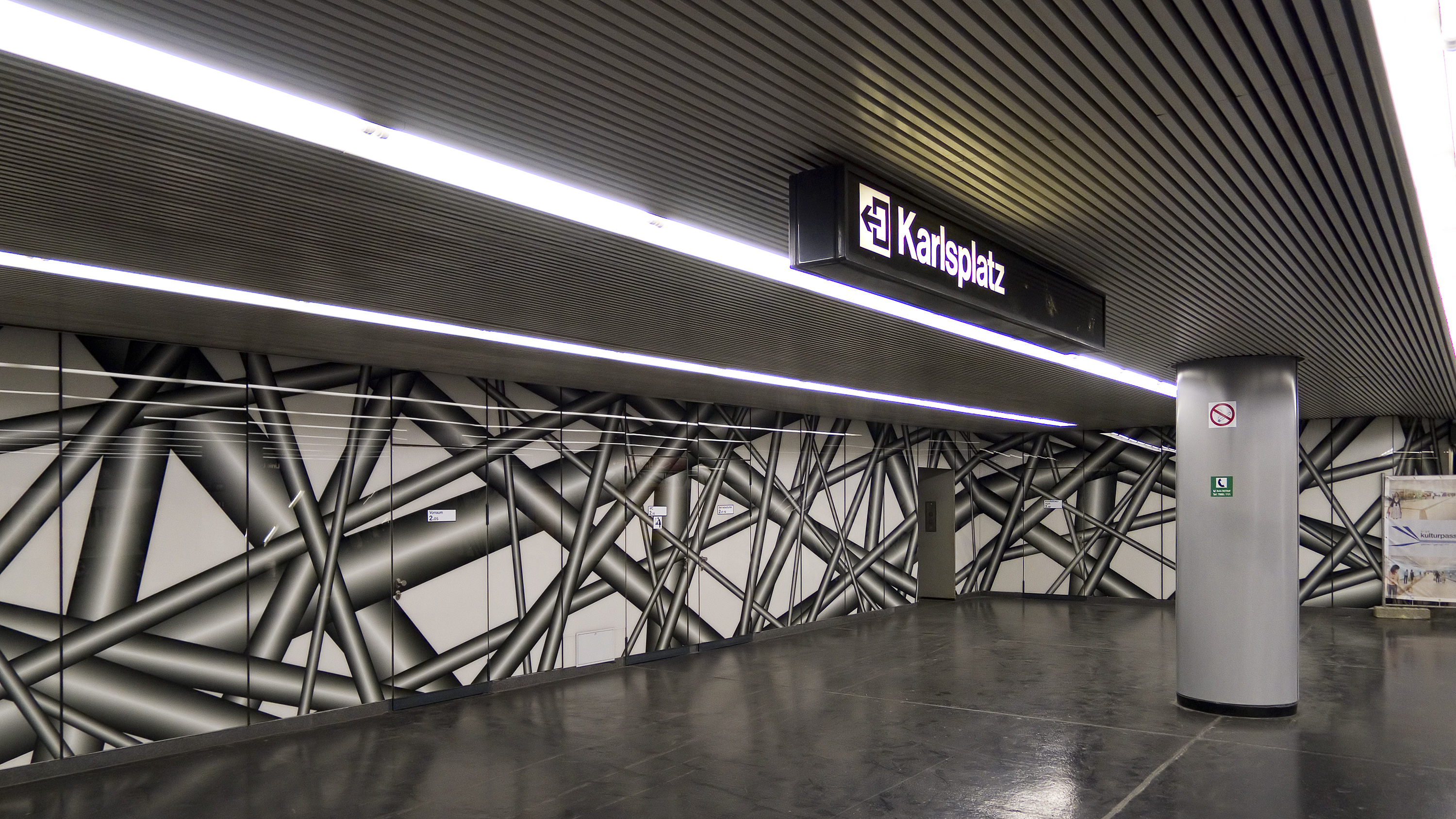
Installation im Zwischengeschoß der Stationen der Wiener U-Bahnlinien U1 und U2 Karlsplatz

Kogler gestaltet durch Einsatz von auf Papierbahnen gedruckten und repetitiven Mustersystemen, Computeranimationen und Videoprojektionen begehbare, illusionistische Raumlabyrinthe, die sich über Decken, Wände und Böden ziehen und den gesamten Sichtkreis des Betrachters einnehmen.
Schon in seiner frühen Schaffensphase in den frühen 1980er-Jahren begann sich Koglers Interesse für die Wirkmacht von Räumen, Architektur, von Zeichensystemen und Signalsprachen in Kartonobjekten, Zeichnungen, Performances und Filmarbeiten zu manifestieren. Aus einer Beschäftigung mit Filmarchitektur, wie sie im deutschen expressionistischen Film und in unterschiedlichen Science-Fiction-Genres auftreten, galt und gilt sein Interesse spezifisch dem medialen und mediatisierten Raum. 1984 begann er mit Computern zu arbeiten. Ende der 1990er-Jahre fand der Künstler zunehmend in Computeranimationen seine künstlerische Ausdrucksform. Röhren, Ameisen, Weltkugeln und Gehirne bleiben bis heute Koglers wichtigste Motive.
Die anfangs nur flächigen Arbeiten mit einfachen Zeichen wie Ameisen, Gehirnstrukturen oder Rohrleitungen erweiterte Kogler ab 1999 durch am Computer manipulierte Bilder, Videos und Diaprojektionen. „Wie kaum ein anderer Künstler der Gegenwart findet Kogler damit prägende Bildcodes für unsere zunehmend von Datenströmen und elektronischen Wegen bestimmte Welt und verbindet diese Visualisierung mit einer körperlichen Erfahrung von Desorientierung.“
Das Prinzip der Wiederholung, das seine Arbeiten prägt, nutzt Kogler als Analysemethode, welche sich je nach Ort seiner Manifestation als avantgardistisches Prinzip des Seriellen bzw. als Kommentar zur aktuellen gesellschaftspolitischen Situation lesen lässt. Der Künstler verwandelt Galerien und Museumsräume, aber auch Bahnhofshallen oder öffentliche Plätze in virtuelle Labyrinthe mit teils end- und bodenlosen Raumfluchten, die sich in Ausstellungsinstallationen dynamisch verändern und – seit Ende der 1990er-Jahre von Franz Pomassl Klangräumen unterlegt – für ein sich bewegendes Publikum erfahrbare Illusionsräume eröffnen. Als erlebbare Bühne dynamisieren sie dabei nicht nur den Raum, sondern öffnen auch eine Zeitebene, die neben fließender Endlosigkeit Zukunft evoziert.
Einen ersten publizistischen Erfolg hatte Kogler auf der documenta IX 1992, wo er den gesamten ersten Raum des Museums Fridericianum von schwarz-weiß gezeichneten, überdimensionalen und auf Tapeten gedruckten Ameisen überkrabbeln ließ (Siebdruck auf Papier 405 × 1010 × 1230 cm). Für die 1997 von Catherine David kuratierte documenta 10 verwendete Peter Kogler als Motiv ein Röhrensystem, mit dem er Wand- und Deckenflächen der documenta-Halle in Schwarz-Weiß-Manier labyrinthisch überzog.
Für die Kulturhauptstadt Graz 2003 entwarf Peter Kogler eine großflächige grafische Installation für die große Halle des Hauptbahnhofs:
Decke und Seitenwände ab etwa fünf Metern Höhe wurden innen mit in ÖBB-Rot und schattiertem Grau tintenstrahlbedrucktem Kunstfasertextil von 2355 m² Fläche ausgekleidet und von unten angestrahlt. Das biomorphe Motiv erinnert an verknüpfte Ganglien oder tiefen Einblick in ein loses Schwamm-Gespinst, es wirkt durch Schattierung und Überdeckung stark räumlich und dominiert. Die Kanten des quaderförmigen Raums wie auch die zarten Befestigungsnähte der Bespannung treten hingegen in der Wahrnehmung zurück. Ausgespart sind nur die zwei bis zur Decke reichenden Fenster an den schmalen Stirnseiten – das eingangsseitige trägt außen eine transparente grün leuchtende Zeigeruhr.
Ursprünglich nur als einjährige Installation geplant, wurde sie aufgrund der positiven Reaktionen der Bahnhofsbenutzer jedoch beibehalten. Der – auch sonst renovierte – Grazer Hauptbahnhof wurde Mitte 2003 und 2004 basierend auf einer VCÖ-Umfrage jeweils zum schönsten Bahnhof Österreichs gewählt. 2013 wurde beim Umbau des Grazer Bahnhofes eine neue, verwandte Arbeit von Peter Kogler in der zweiten Unterführung ergänzt.
2012 wurde eine dauerhafte Röhreninstallation bestehend aus 180 bedruckten Glasplatten im Zwischengeschoß der U1 und U2 am Wiener Karlsplatz eröffnet.
Verwandt mit seiner konzeptuellen Beratung für museum in progress und der Arbeit der KünstlerInnenporträts (1992–2001) arbeitet Kogler seit einigen Jahren vermehrt auch im Bereich des Konzipierens von Ausstellungen.
Kogler ist verheiratet und hat zwei Söhne. Er lebt und arbeitet in Wien.

## Kunst im öffentlichen Raum
- 2003: Künstlerische Gestaltung der Halle des Grazer Hauptbahnhofs
- 2010: Künstlerische Gestaltung der Fassade des Zentrums für Molekulare Medizin (CeMM) in Wien auf dem AKH-Gelände[10]
- 2012: Installation im Zwischengeschoß der Stationen der Wiener U-Bahnlinien U1 und U2 Karlsplatz
- 2014: Künstlerische Gestaltung der Einfahrt zum „Ehrenhof“ des VIP-GAC am Flughafen Wien-Schwechat
- 2018: Außengestaltung des Restaurantpavillons des Hotels Hyatt in Köln

## Ausstellungen
- 1979 Galerie nächst St. Stephan, Wien, Situationen; Galerie Krinzinger, Innsbruck
- 1986 Biennale di Venezia, Aperto; Frankfurter Kunstverein, Prospekt
- 1987 Wiener Secession
- 1992 documenta IX, Ants
- 1993 Biennale di Venezia, La coesistenzia dell'arte
- 1995 Biennale di Venezia
- 1996 Bonner Kunstverein, Bonn; Galerie Karin Sachs (mit Thomas Bayrle), München
- 1997 documenta X, Kassel; Gesellschaft für Aktuelle Kunst, Bremen
- 2000 Kunsthaus Bregenz, Peter Kogler
- 2004 Kunstverein Hannover
- 2006 Biennale di Venezia; Museum of Modern Art (MoMA), New York
- 2008 MUMOK Wien, Peter Kogler
- 2010 Schirn Kunsthalle, Frankfurt am Main. Peter Kogler, Projektion
- 2014 Zagreber Museum für zeitgenössische Kunst (MSU)[11]
- 2015 Sigmund Freud Museum, Wien[12]
- 2019 Kunsthaus Graz, Connected. Peter Kogler with ...
- 2019 Bodyscan und Zero Gravity in der ERES-Stiftung in München, konzeptuelle Beratung und künstlerische Gestaltung
- 2025 Lehmbruck-Museum, Duisburg[13]

## Auszeichnungen
- 1988 Prix Ars Electronica
- 1988 Otto-Mauer-Preis
- 1996 Preis der Stadt Wien für Bildende Kunst
- 2013 Tiroler Landespreis für Kunst